# Hochschule Vestfold
Die Hochschule Vestfold (norwegisch: Høgskolen i Vestfold, Abk.: HiVe) war eine staatliche Hochschule in der Provinz Vestfold (Norwegen) mit rund 3000 Studenten, 300 Angestellten (2006) und Sitz in den Städten Borre und Tønsberg.
Sie wurde 1994 durch den Zusammenschluss der Eik lærerhøyskole, Hochschulzentrum Vestfold og Vestfold sykepleierhøgskole im Zuge der Hochschulreform gegründet. 2014 wurde die HiVe mit der Hochschule Buskerud zur Hochschule in Buskerud und Vestfold zusammengeschlossen, die wiederum zwei Jahre später mit der Hochschule Telemark zur Hochschule Südost-Norwegen fusionierte. Am 4. Mai 2018 wurde daraus schließlich die Universität Südost-Norwegen.
Die HiVe gliederte sich in vier Fakultäten:
- Fakultät für Gesundheitswissenschaft
- Fakultät für Geistes- und Erziehungswissenschaft
- Fakultät für Technologie und Maritime Fächer
- Fakultät für Wirtschaft und Gesellschaftswissenschaft